# Lentillères
Lentillères är en kommun i departementet Ardèche i regionen Auvergne-Rhône-Alpes i sydöstra Frankrike. Kommunen ligger  i kantonen Aubenas som ligger i arrondissementet Largentière. År 2022 hade Lentillères 236 invånare.

## Befolkningsutveckling
Antalet invånare i kommunen Lentillères
Referens: INSEE